# 莫洛傑奇諾區
莫洛傑奇諾區，是白俄羅斯的一個區，位於該國中部，屬於明斯克州的一部分，面積1,392.18平方公里，2013年人口136,223，人口密度每平方公里97.86人。